# Cyril Smith
Cyril Edward Bruce-Smith (4 de abril de 1892 – 5 de março de 1963) foi um ator escocês, que começou sua carreira desde criança na década de 1900 e passou a aparecer em mais de 100 filmes entre 1914 e 1962.
Ele nasceu em Peterhead, Escócia e faleceu em Londres, Inglaterra.

## Filmografia selecionada
- 1919: Pallard the Punter
- 1932: The Mayor's Nest
- 1933: The Roof
- 1956: Sailor Beware!
- 1959: The Rough and the Smooth
- 1960: Light Up the Sky!
- 1961: Over the Odds
- 1961: On the Fiddle
- 1962: She Knows Y'Know